# Flugunfall der TAROM bei Békéssámson
Der Flugunfall der TAROM bei Békéssámson ereignete sich am 16. Juni 1963. An diesem Tag stürzte eine auf einem internationalen Charterflug vom Flughafen München-Riem zum Flughafen Constanța befindliche Iljuschin Il-14P der TAROM bei dem Dorf Békéssámson im Südosten Ungarns ab. Bei dem Zwischenfall – dem ersten Flugunfall der TAROM mit Todesopfern – starben alle 31 Insassen. Es handelt sich damit um den opferreichsten Flugunfall der Zivilluftfahrt in Ungarn und nach dem Flugunfall einer Antonow An-24 bei Hejce um den zweitschwersten Flugunfall in Ungarn überhaupt.

## Maschine
Bei der betroffenen Maschine handelte es sich um eine 1959 im VEB Flugzeugwerke Dresden gebaute Il-14P (T) mit der Werknummer 14803072, eine von 80 in der DDR in Lizenz gebauten Il-14.
Die Maschine absolvierte im Dezember 1956 ihren Erstflug. Die Maschine wurde anschließend an die TAROM ausgeliefert, bei der sie am 31. August 1959 mit dem Luftfahrzeugkennzeichen YR-ILL zugelassen wurde. Das zweimotorige Mittelstreckenflugzeug war mit zwei Doppelsternmotoren des Typs Schwezow ASch-82T ausgerüstet.

## Passagiere und Besatzung
Es befanden sich 27 westdeutsche Passagiere und eine vierköpfige rumänische Besatzung an Bord. Flugkapitän war der 45-jährige Gheorge Sanulescu. Erster Offizier war der 29-jährige Marin Vasile.

## Unfallhergang
Mit der Maschine sollte ein Nonstopflug von München-Riem nach Constanta unternommen werden. Gegen 10:00 Uhr erreichte sie den ungarischen Luftraum. Im Luftraum über dem Raum Budapest bemerkte der Flugkapitän einen kleinen technischen Fehler, beantragte jedoch keine Landeerlaubnis. Die Maschine flog weiter. Als sie sich der Grenze zu Rumänien näherte, beantragte der Erste Offizier eine Freigabe zum Sinkflug auf 3.050 Fuß, die daraufhin erteilt wurde. Anschließend verabschiedete sich der Erste Offizier von dem ungarischen Fluglotsen. Anschließend wurde Kontakt mit der rumänischen Flugsicherung aufgenommen, die den Anruf des Flugzeugs bestätigte. Unmittelbar danach meldete die Besatzung ein technisches Problem, fragte beim Flughafen Arad nach, ob dort Öl vorrätig sei, und bat um Hilfe, da der Öldruck im Flugzeug abgefallen sei.
Zwei oder drei Minuten später wurde der Flugsicherung in Arad mitgeteilt, dass eines der Triebwerke des Flugzeugs ausgefallen war, und eine weitere Minute später wurde Luftnotlage erklärt. Kurz darauf brach die Funkverbindung zur Maschine ab. Der Kapitän hatte eine Notlandung auf dem Flughafen Arad geplant, jedoch war es aufgrund des technischen Problems zu einem Brand gekommen. Die Iljuschin rauchte bereits über Hódmezővásárhely und brannte nach außen sichtbar, als sie Békéssámson erreichte.
Um 10:52 Uhr stürzte die Maschine zwei Kilometer entfernt vom Zentrum des Dorfes Békéssámson und 300 Meter neben der Bundesstraße von Tótkomlós nach Hódmezővásárhely ab.

## Ursache
Die Unfalluntersuchung wurde vor Ort eine Woche lang geführt. Die Untersuchung ergab, dass das Feuer und die anschließende Explosion durch einen Fehler im Kraftstoffsystem verursacht worden waren.